# 九龍灣運動場

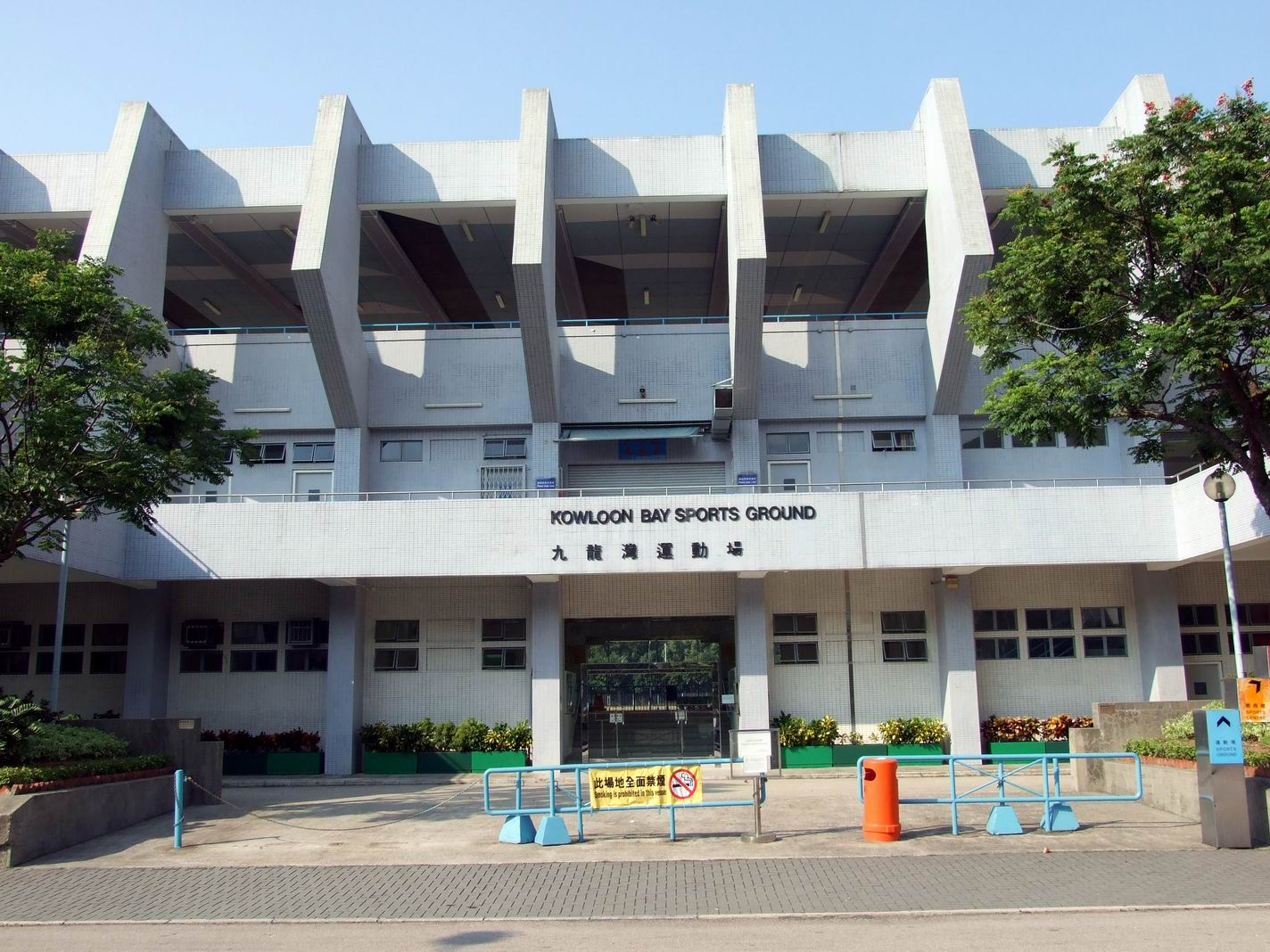
九龍灣運動場入口

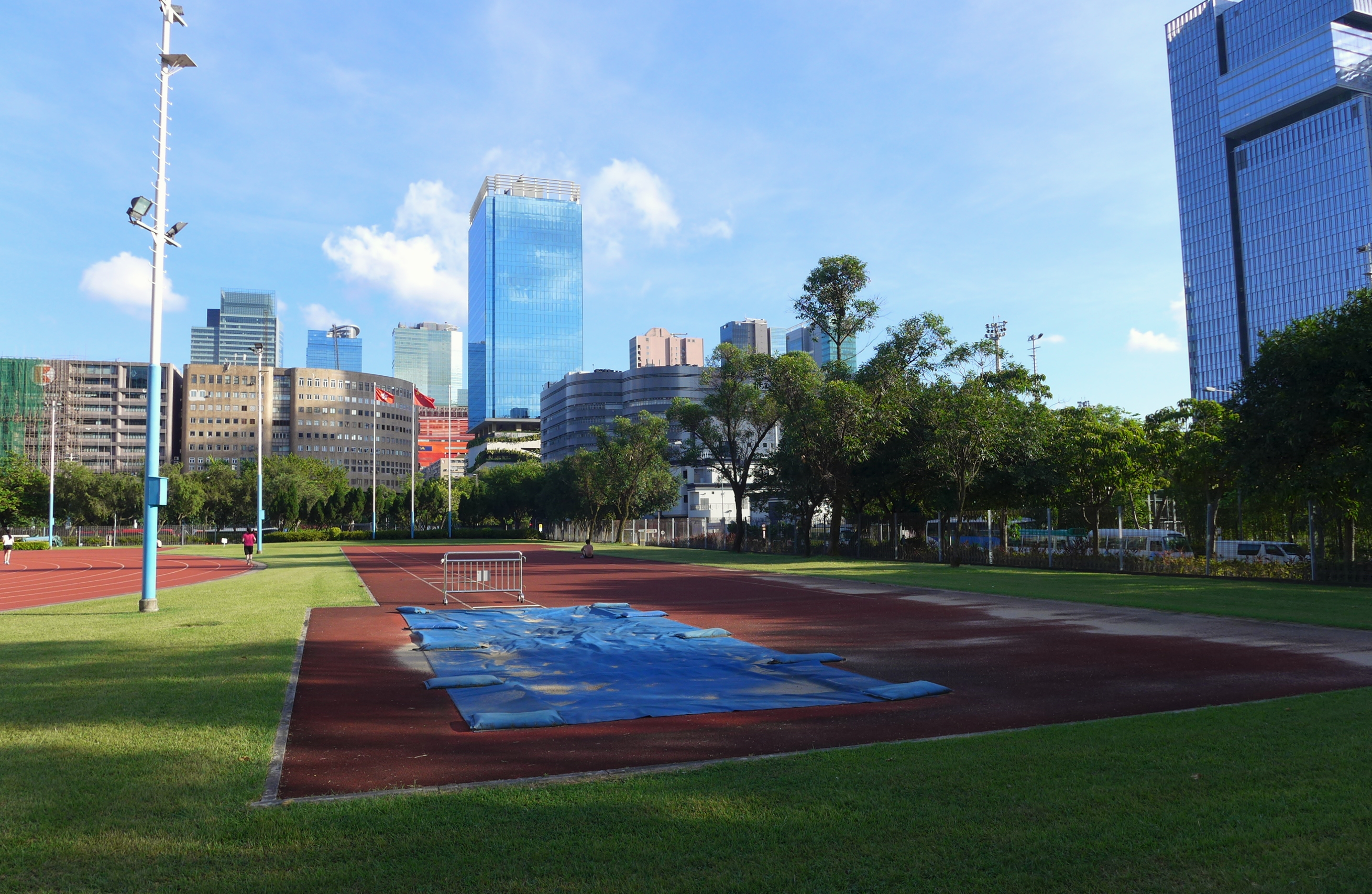
田徑設施

九龍灣運動場（英語：Kowloon Bay Sports Ground）是香港一個由康樂及文化事務署管理的田徑及足球運動場，位處九龍九龍灣啟樂街1號，於1987年9月26日啟用。

## 設施
設有有蓋看臺，一個草地足球場及一條長400米八線的田徑跑道。九龍灣運動場於2005年進行大型維修保養及翻新工程，包括重鋪看台天面的防漏膜、更換欄杆、修補跑道及重髹界線等工程。

## 活動

### 運動會
九龍灣運動場是區內大型運動場，經常被九龍區中小學租用作運動會場地。九龍灣運動場同時是香港學界體育聯會九龍地域小學比賽場地之一。

### 緩步跑時間
在未有訂租的日子，場內的跑道由上午6時30分至下午10時30分將會開放給市民作緩步跑之用。

## 相關事件

### 協和中學生遭標槍誤擊事故
1988年1月25日，協和書院中一男生潘曉輝（下稱「輝仔」）在九龍灣運動場參加學校運動會期間，正當他協助撿鐵餅準備量度賽事成績時，誤被同場其他學生擲出的標槍刺中太陽穴，頭顱重創情況危殆，更一度誤傳死訊。事件引起廣泛關注，藝人譚詠麟更親自探望為其打氣，結果輝仔於昏迷23日後奇蹟蘇醒。

## 圖片

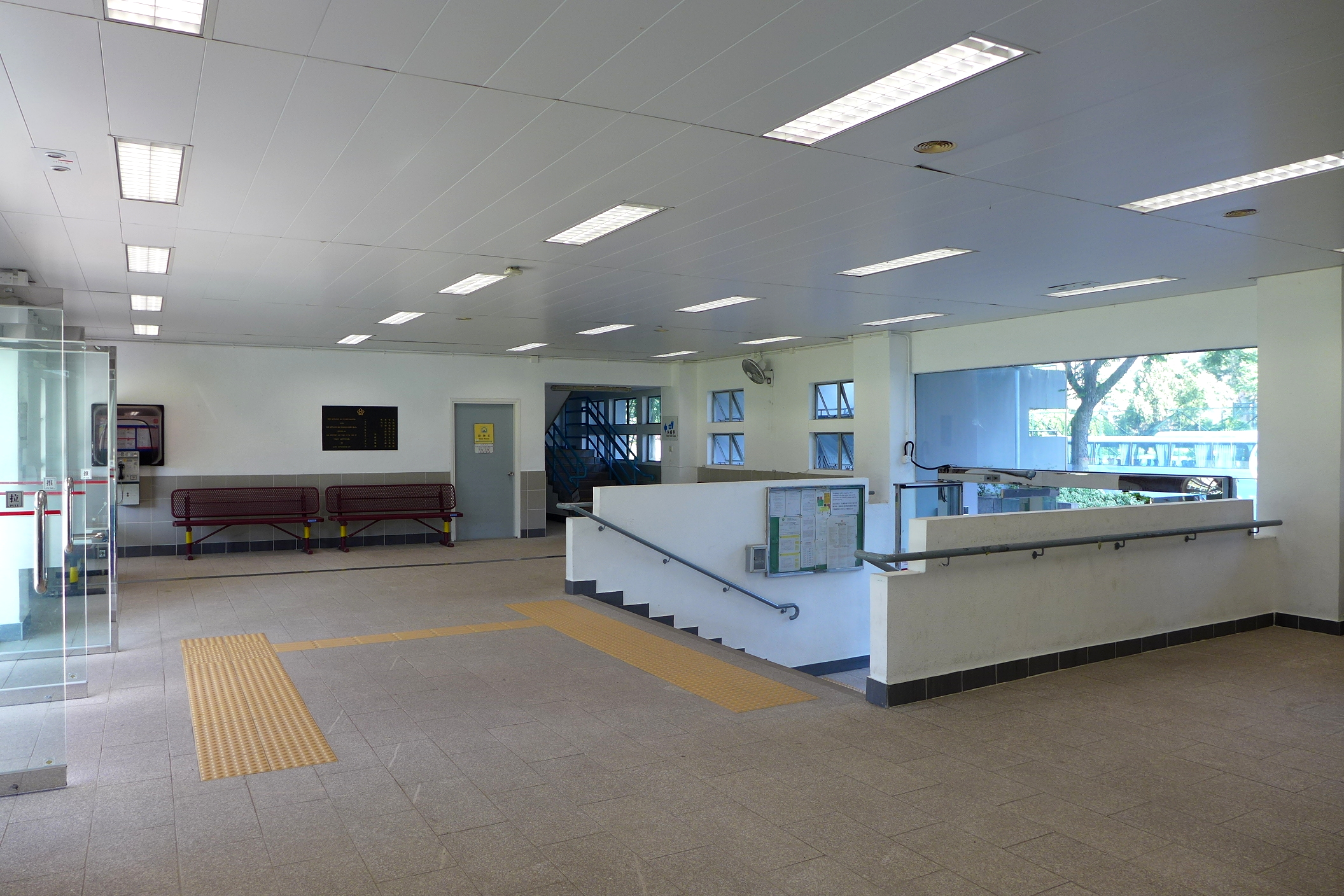
入口大堂
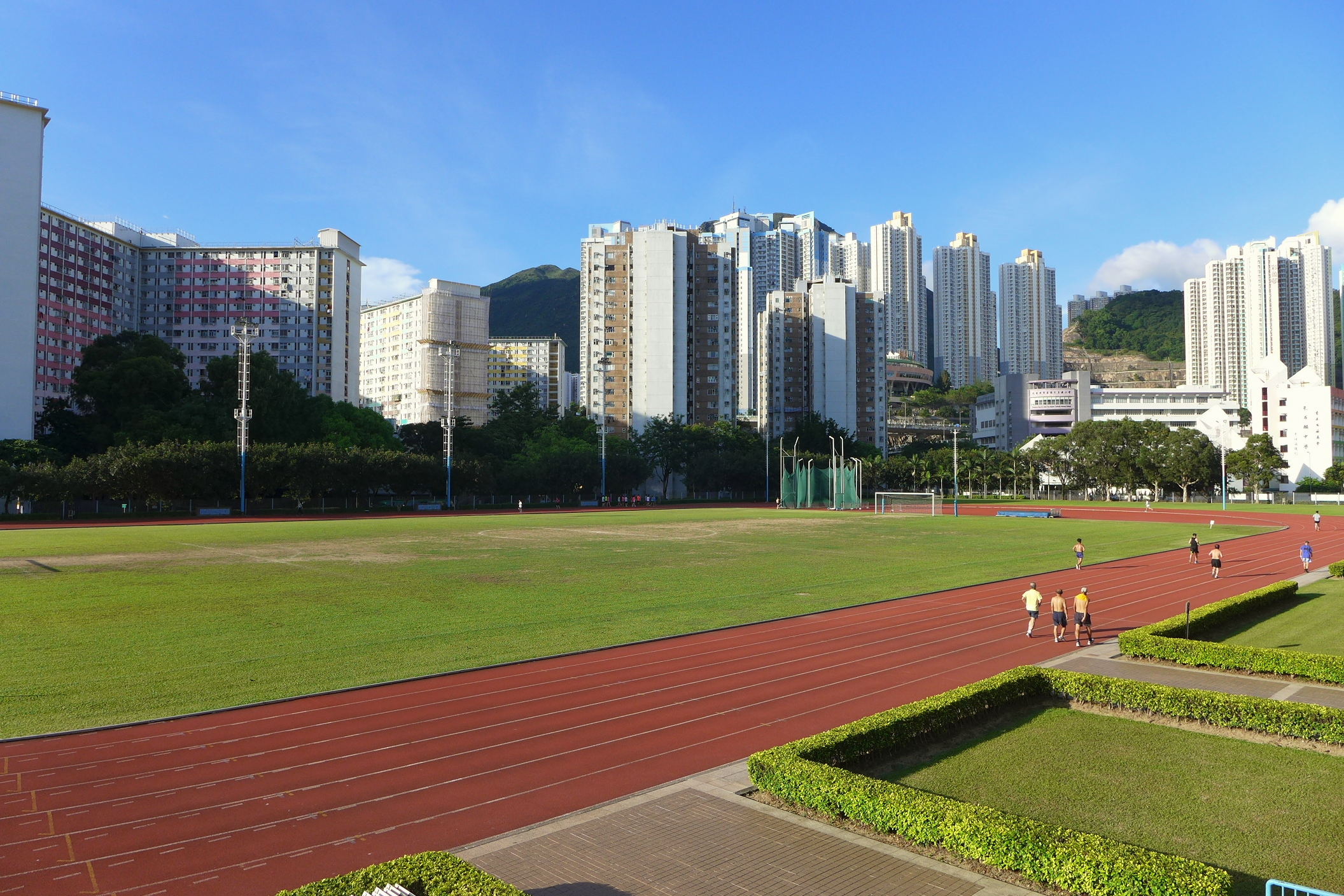
跑道
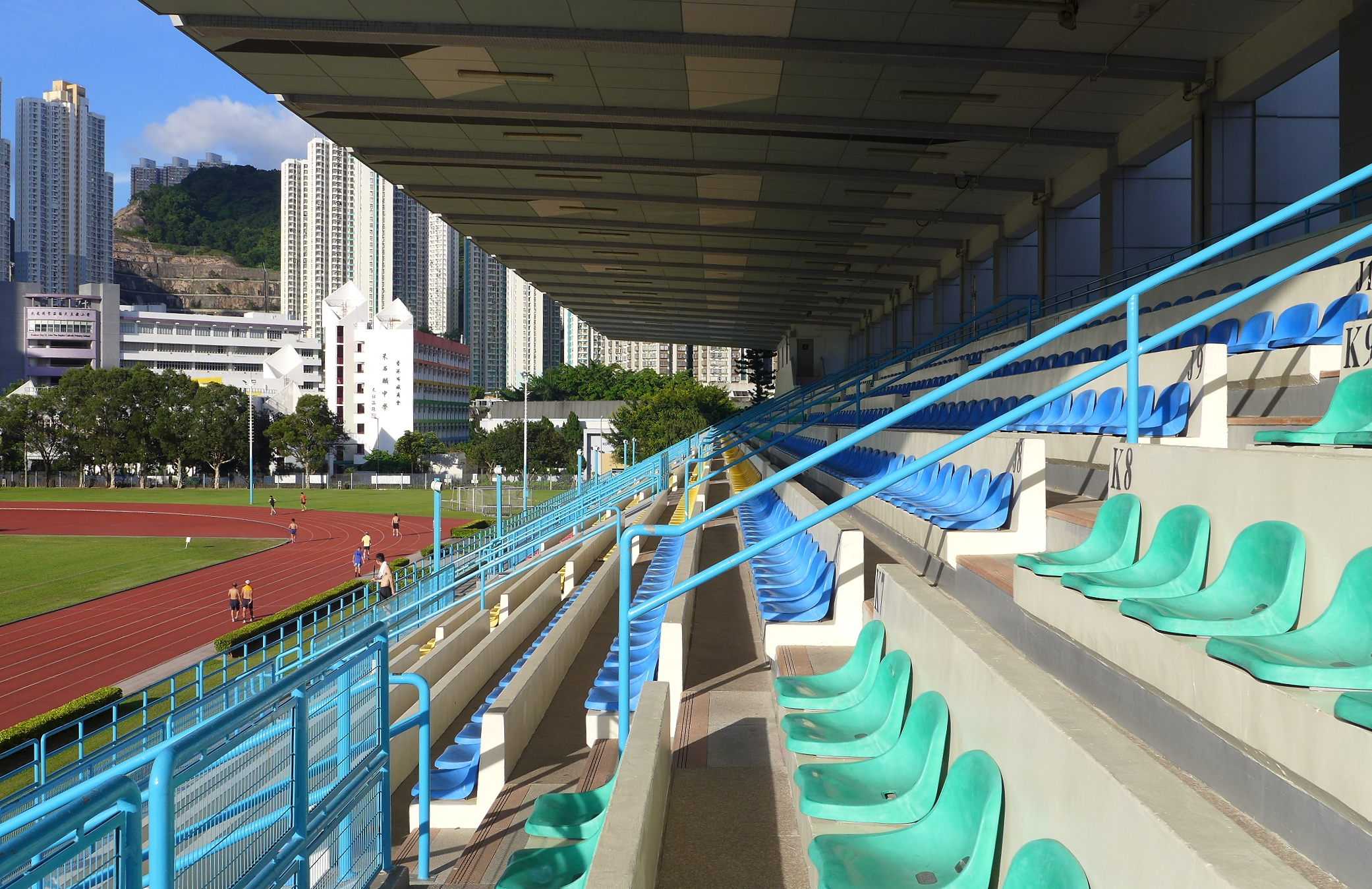
看台
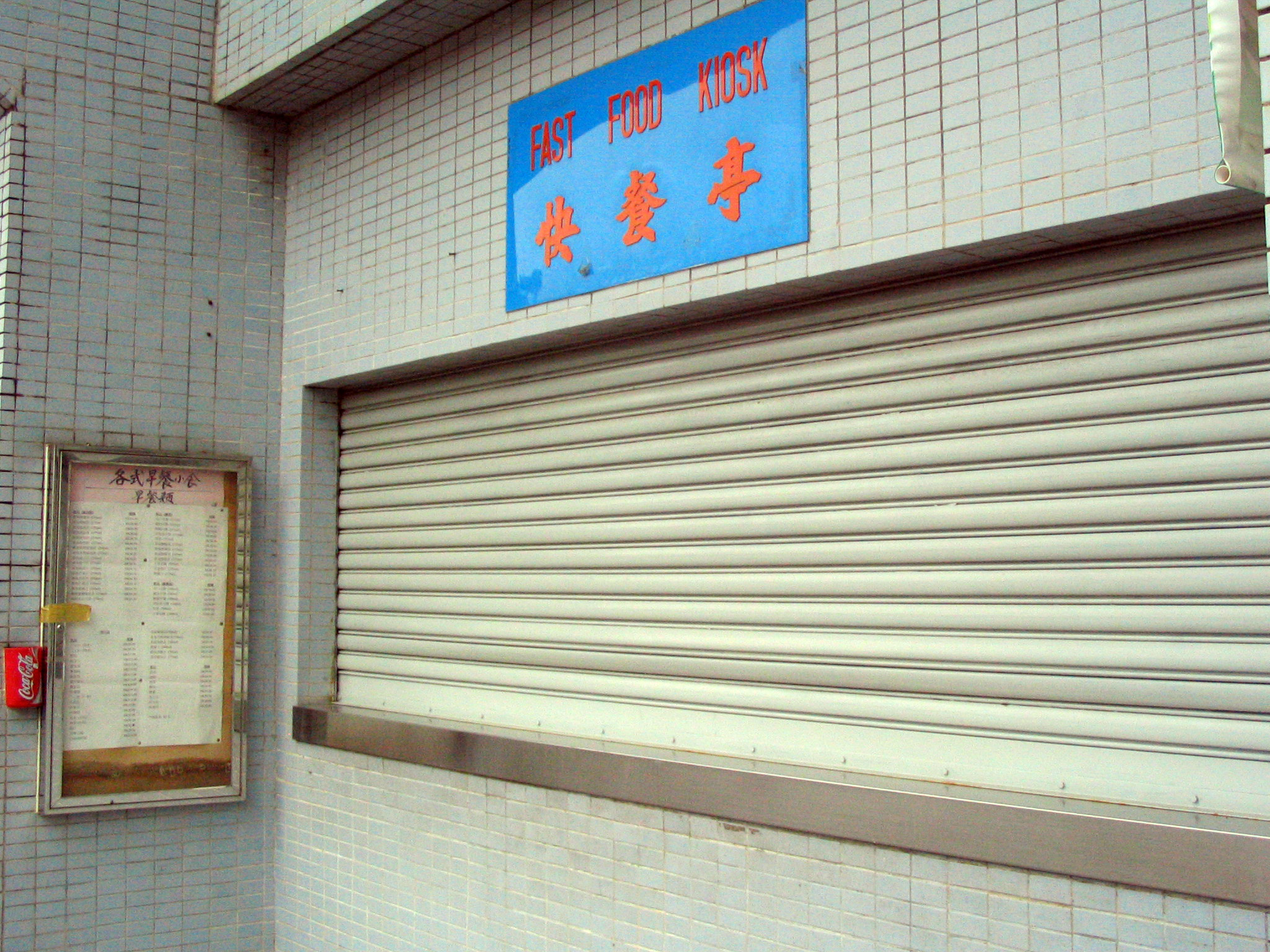
快餐亭（已關閉）